# Brigada Flores Magon
Brigada Flores Magon est un groupe d'oi! et punk rock français notoirement connu pour ses textes politiques proches de la mouvance libertaire.
Il est formé dans les années 1990 de la rencontre plus que probable entre différents individus issus de la scène alternative des années 1980 et de la mouvance redskin parisienne des années 1990. Le nom du groupe est basé sur celui de l'anarchiste mexicain Ricardo Flores Magón.

## Biographie
Après un split-EP (avec les catalans d'Opció K-95) sorti en 1998 sur le label allemand Mad Butcher, le premier album éponyme de Brigada Flores Magon voit le jour en mai 2000 chez Crash Disques. Mieux produit que leur précédent enregistrement, ce CD 14 titres donne une nouvelle dimension au groupe et lui permet de rencontrer un public plus large. La liste des concerts s’en ressent, ainsi que sa place dans le panthéon de la scène redskin.
Un an plus tard en novembre 2001, la sortie du six titres autoproduit Anges Gardiens pose définitivement les différences et l'assise du groupe. Essentiellement porté sur la propagande, il reflète la sensibilité politique anarcho-syndicaliste, radicalement antifasciste et propagandiste du groupe, qui connaît peu après son premier changement majeur de formation, puisque Jeremya (guitariste de J'aurais voulu…) remplace alors Jean (ex-Moonshiners). Le groupe tourne beaucoup, jouant notamment à L'association Harz à Quimperlé et attend deux années pour revenir en studio, Tristan (guitariste de Brixton Cats) remplace alors Victor à la guitare et Pépone (également membre de J'aurais voulu…) prend la basse à la place de Raymonde.
Rock or Die qui sort en 2003 est marqué par le jeu de Jeremya. Il écrit aussi, avec Mateo (chant) et Julien (batterie), certains textes de l'album (15 ans, Un pas de danse). L'album, qui est le plus musical et moins politique du groupe, rencontre un franc succès critique auprès d'un large public au-delà de la seule scène oi!-RASH-redskin. En décembre 2003, Jeremya et Pépone quittent le groupe pour se recentrer sur leur projet commun principal (J'aurais voulu…). Ils sont remplacés par Pâtre (Nico) et Fred Alpi. Un troisième album sort ensuite, après quatre ans de disette musicale, intitulé Tout pour tous et accompagné d'un DVD réalisé par David, vieille connaissance du groupe. Un an plus tard, en 2008, Fred décide de quitter le groupe, annulant plusieurs dates, Pâtre décide d'arrêter lui aussi pour se consacrer à sa passion de l'écriture et à l'édition de textes littéraires engagés (Libertalia). Julien, Mateo et Tristan demandent alors à Mathieu et Jeff des Brixton Cats de les accompagner sur scène. Le concert de rentrée se fait en compagnie des Washington Dead Cats, à l'occasion d'une fête de soutien tenue à la CIP devant plus de 500 personnes.
En juin 2010, tiraillé par les projets de vie et/ou artistiques de ses membres, le groupe annonce sa séparation sur son site, confirmée par un concert d'adieu au Barricata Festival de Paris le 26 juin 2010, en compagnie de Hors Contrôle, Zartako et des italiens de Banda Bassotti.
Le groupe se reforme en 2020.

## Membres

### Membres actuels
- Mateo - chant
- Goose - guitare
- Arno Rudeboy - guitare
- Laurent - basse

### Anciens membres
- Julien Terzics - batterie (†)
- Victor - guitare
- Jean - guitare
- Jeremya - guitare
- Philippe Drago's- Guitare
- Tristan - Guitare
- Eric - basse
- Stéphane - basse
- Raymonde - basse
- Pépone - basse
- Ado - batterie
- Pâtre (aka Nico) - basse
- Fred Alpi

## Discographie
- 1997 : Hermanos de la Mente Furiosa
- 1999 : Brigada Flores Magon
- 2001 : Anges Gardiens
- 2003 : ROCK or Die
- 2007 : Tout pour Tous + DVD Un Bout de route
- 2022 : Immortels